# 南山集團
南山集團是中華人民共和國山東省一家集團企業，是一家集體企業，由南山村委會控股，曾經被評為中國企業500強。

## 历史
前身為成立于1979年的龙口市东江镇前宋家村村办企业。1992年7月，村辦企業改制為烟台市南山前宋企业集团总公司，當時股东为龙口市东江镇前宋家村民委员会，1994年5月公司名称变更为烟台南山集团公司。1996年4月，烟台南山集团公司更名为南山集团公司。截至2004年，該企業下轄三個園區、40多家企業。同年企業進入中國大型企業500強。2009年3月，南山集团公司改制為南山集团有限公司，其中南山村委会佔股51.00%；宋作文佔股49.00%。
1993年，由南山集团控股的山东南山铝业股份有限公司（南山铝业）成立，并于1999年在上海证券交易所上市。2006年7月，南山集團收購龍口東海鋁業有限責任公司後將技術和資產全部注入南山铝业。

## 外部連結
- 官方网站